# Schlesischer Park

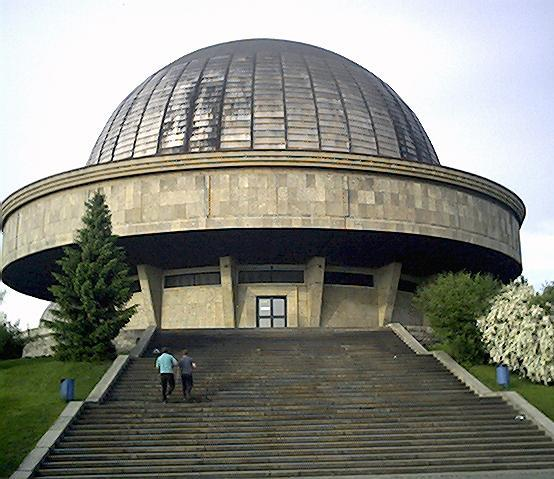
Planetarium

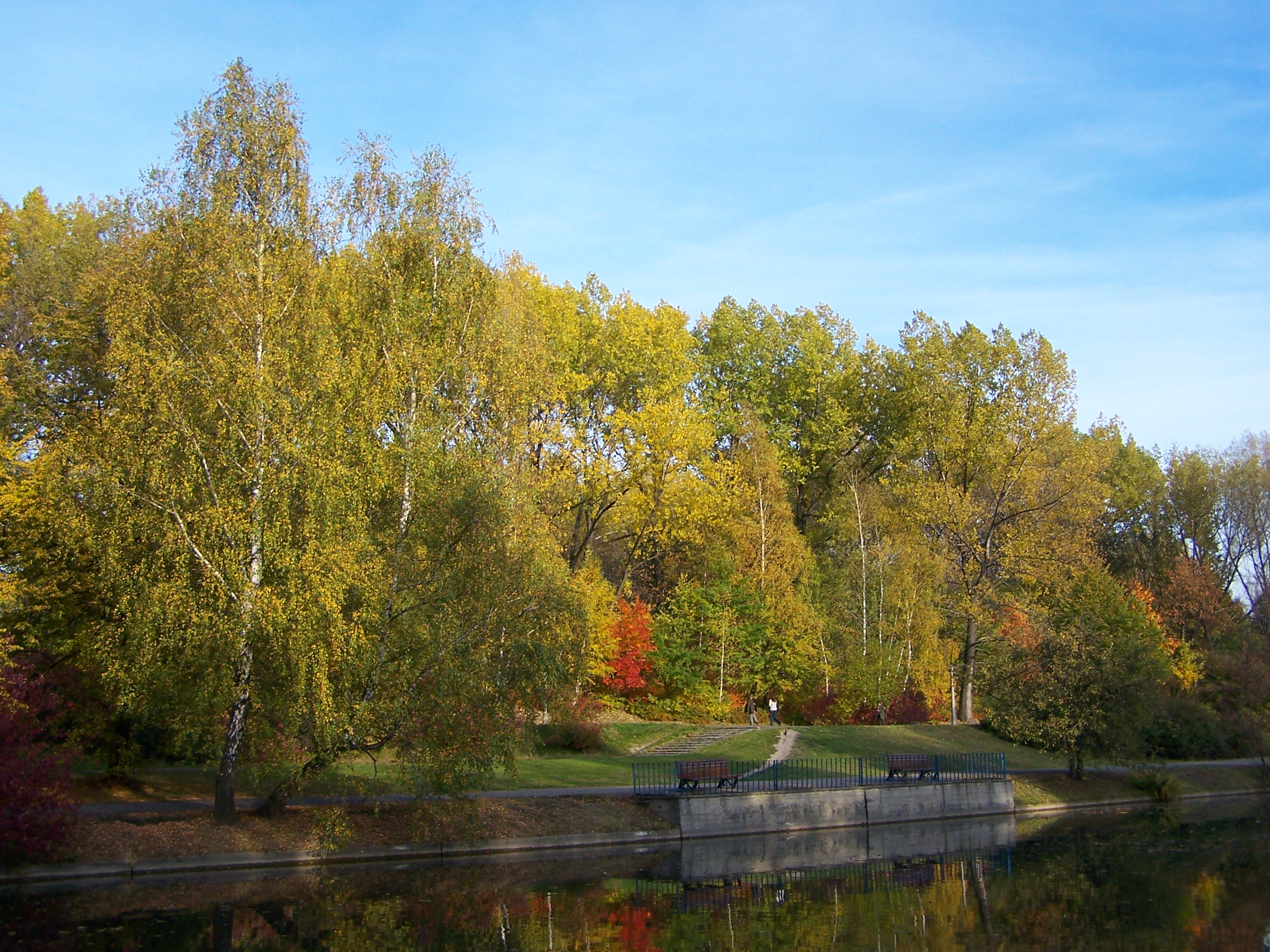
Schlesischer Kultur- und Erholungspark

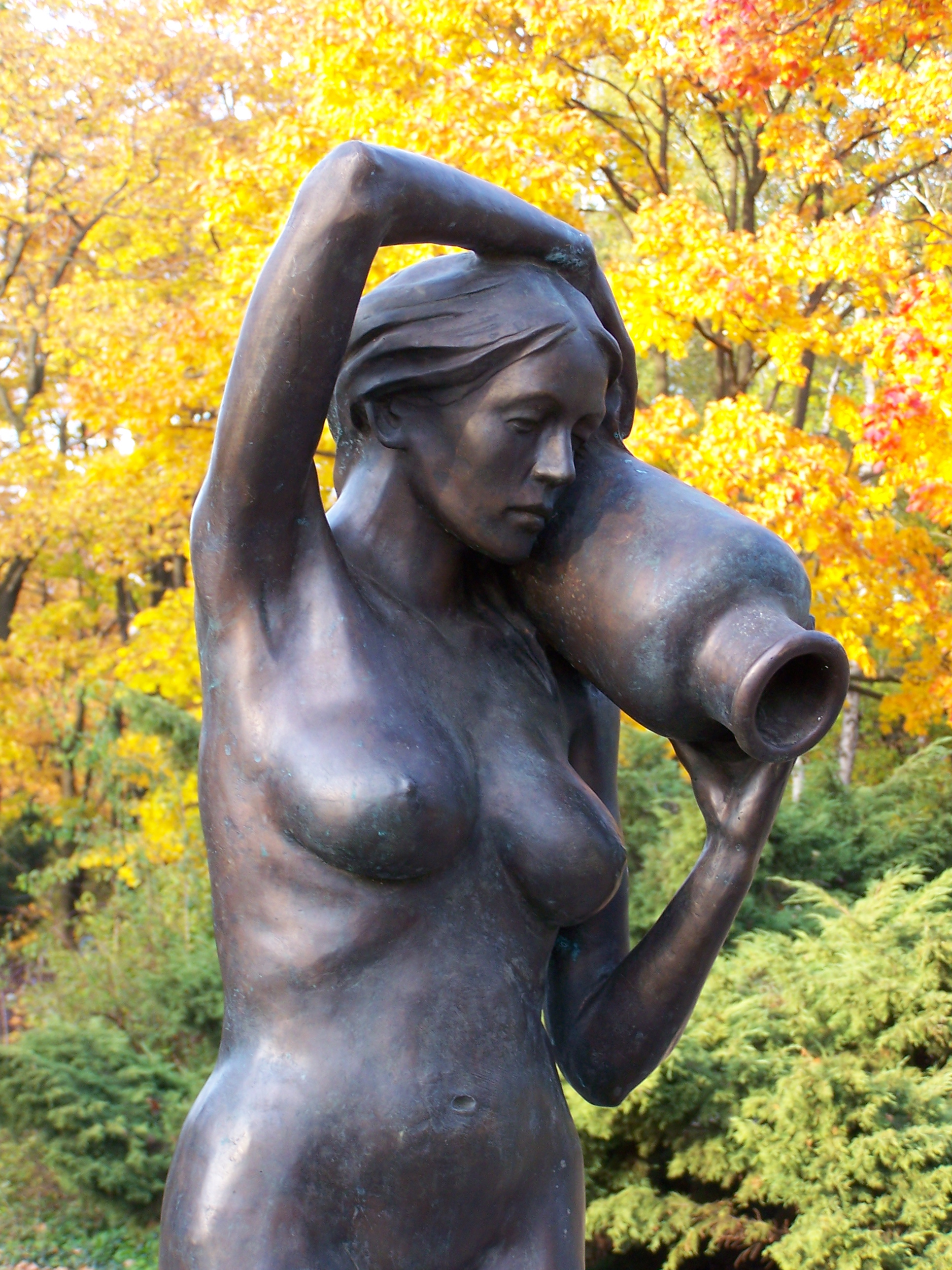
Statue im Park

Der Schlesische Park, ehemals Schlesischer Kultur- und Erholungspark (Śląski Park Kultury i Wypoczynku; auch Wojewódzki Park Kultury i Wypoczynku; übers. Kultur- und Erholungspark der Woiwodschaft), ist eine Park- und Erholungsanlage zwischen den Großstädten Chorzów (Königshütte) und Katowice (Kattowitz) in der Woiwodschaft Schlesien, Polen. Er wurde in den 1960ern aufgrund einer Initiative des Lokalpolitikers Jerzy Ziętek gegründet. Die Gesamtfläche des Parks erstreckt sich auf 620 Hektar.
Am 12. Juli 2021 wurde nach seiner Neugestaltung der Japanische Garten wieder eröffnet.

## Attraktionen
Der Park bietet folgende Hauptattraktionen:
- Schlesisches Stadion (Stadion Śląski)
- Schlesisches Planetarium (Planetarium Śląskie)
- Schlesischer Zoologischer Garten (Śląski Ogród Zoologiczny)
- Schlesischer Vergnügungspark (Śląskie Wesołe Miasteczko)
- Oberschlesischer ethnografischer Park (Skansen, Górnośląski Park Etnograficzny)
- Galerie schlesischer Bildhauerei und Plastik (Galeria Rzeźby Śląskiej)
- Rosengarten (Rosarium)
- Messe Katowice (Międzynarodowe Targi Katowickie (MTK))
- Historische Messehalle (Hala Wystaw "Kapelusz")
- Schmalspurbahn (Kolejka Szynowa)
- Entdecker-Park für Kinder (Park Odkrywców Explorado)

Daneben verfügt der Park über zahlreiche Naherholungsmöglichkeiten:
- Freibad (Kąpielisko "Fala")
- Tennisplätze (Korty tenisowe)
- Kletterseilpark (Śląski Park Linowy)
- Fahrradwege (Ścieżki rowerowe)
- Schießstand (Strzelnica)
- Hotelkomplex mit Restaurants

Mit der Elka Seilbahn verfügte der Park bis 2007 über die längste Flachlandseilbahn Europas.